# Smicropus intercepta
Smicropus intercepta là một loài bướm đêm trong họ Geometridae.